# San Sebastián (Puerto Rico)
San Sebastián es uno de los 78 municipios del Estado Libre Asociado de Puerto Rico. En el Censo de 2020 tiene una población de 39,345 habitantes  habitantes y una densidad poblacional de 230,03 personas por km². Su nombre original fue «San Sebastián de las Vegas del Pepino» ya que se encuentra localizado en las vegas de los ríos Culebrinas y Guatemala y había unos mogotes conocidos como Pepinos. San Sebastián está repartida en 24 barrios y San Sebastián Pueblo, el centro administrativo y principal pueblo del municipio.

## Geografía
San Sebastián se encuentra ubicado en las coordenadas 18°34′5″N 67°39′14″O / 18.56806, -67.65389. Según la Oficina del Censo de los Estados Unidos, San Sebastián tiene una superficie total de 184.46 km², de la cual 182.39 km² corresponden a tierra firme y 2.06 km² (1.12 %) es agua.

### Localización
El Pueblo de San Sebastián se encuentra localizado en el centro del noroeste de Puerto Rico.  Colinda con los municipios de Isabela, Camuy y Quebradillas por el norte, Las Marías, por el sur, Lares al este, Moca y Añasco al oeste.

## Barrios
- Aibonito
- Alto Sano
- Bahomamey
- Calabazas
- Cibao
- Cidral
- Culebrinas
- Eneas
- Guacio
- Guajataca
- Guatemala
- Hato Arriba
- Hoya Mala
- Juncal
- Magos
- Mirabales
- Perchas Uno
- Perchas Dos
- Piedras Blancas
- Pozas
- Robles
- Saltos
- San Sebastián Pueblo
- Sonador

## Demografía
Según el censo de 2010, había 42 430 personas residiendo en San Sebastián. La densidad de población era de 230,03 hab./km².
El Negociado del censo estima que para 2014 la población pepiniana ascendía a 41 204 personas, cuya composición racial era la siguiente: 37 326 blancos (90,6 %) —de los cuales, 37 048 (89,9 %) eran blancos de origen hispano y 278 (0,7 %) eran blancos de origen no hispano—, 649 (1,6 %) eran negros, 0 (0,0 %) eran amerindios, 27 (0,1 %) eran asiáticos, 0 (0,0 %) eran nativos de las islas del Pacífico (Melanesia, Micronesia o Polinesia), 2601 (6,3 %) eran de alguna otra raza y 601 (1,4 %) pertenecían a dos o más razas. Del total de la población el 40 862 (99,2 %) eran hispanos o latinos de cualquier raza.

## Centros hospitalarios
En el pueblo está el Centro de Medicina y Cirugía Ambulatoria 787-896-1850, Sala de Emergencias (24 horas), rayos x, CT Scan, Open MRI, mamografía, sonografía, densitometría ósea, estudios (IVP, UGIS…), laboratorio clínico, terapia física, oficinas médicas, farmacia, cirugía ambulatoria, biopsia estereotáctica y cafetería. Calle José Méndez Cardona (en la parte posterior de la cancha Luis Muños Marín).

## Historia

### Etapa precolombina
Bajo los auspicios del Instituto de Cultura Puertorriqueña se han llevado a cabo algunas exploraciones arqueológicas en suelo pepiniano con la participación del pepiniano Ramón M. Estrada Vega.
Se han encontrado cerca de los ríos y en cuevas restos de materiales indígenas en aproximadamente 8 barrios y los arqueólogos artesanales locales han referido que mayormente se han encontrado y todavía se encuentran objetos de origen aruaco, arcaico y taíno. (¿Arqueólogos artesanales?)
Los barrios de Alto Sano, Cibao, Culebrinas, Eneas, Guajataca, Guacio, Hoyamala y Saltos han aportado mucho material arqueológico. Está por verse si en algunos de estos barrios, al encontrarse algún yacimiento, pudiera probarse que hubo algún yucayeque o poblado indígena. Lo cierto es que para los días antes del descubrimiento europeo, los cacicazgos taínos de Otoao, Aymaco, Guajataca y Yaguecax confluían en el futuro territorio pepiniano. El famoso Camino de Puerto Rico, que se originaba al norte de la desembocadura del río Guaorabo, era una de las tantas veredas utilizadas por los taínos para comunicarse con el resto de la isla.[cita requerida]
Estos hallazgos son apuntadores de una inequívoca presencia indígenas en lo que hoy es el territorio de El Pepino. Nombres taínos se han adjudicado a algunos de los barrios, tales como Aibonito, Bahomamey (antes Babumamey), Caimitos, Cibao, Guacio, Guajataca y Guatemala.
Los ríos y quebradas también recogen algunos de estos nombres taínos: Caimitos, Capá, Coalibina (Culebrinas), Guamá, Guatemala (Goatemala), Emajagua y otras.

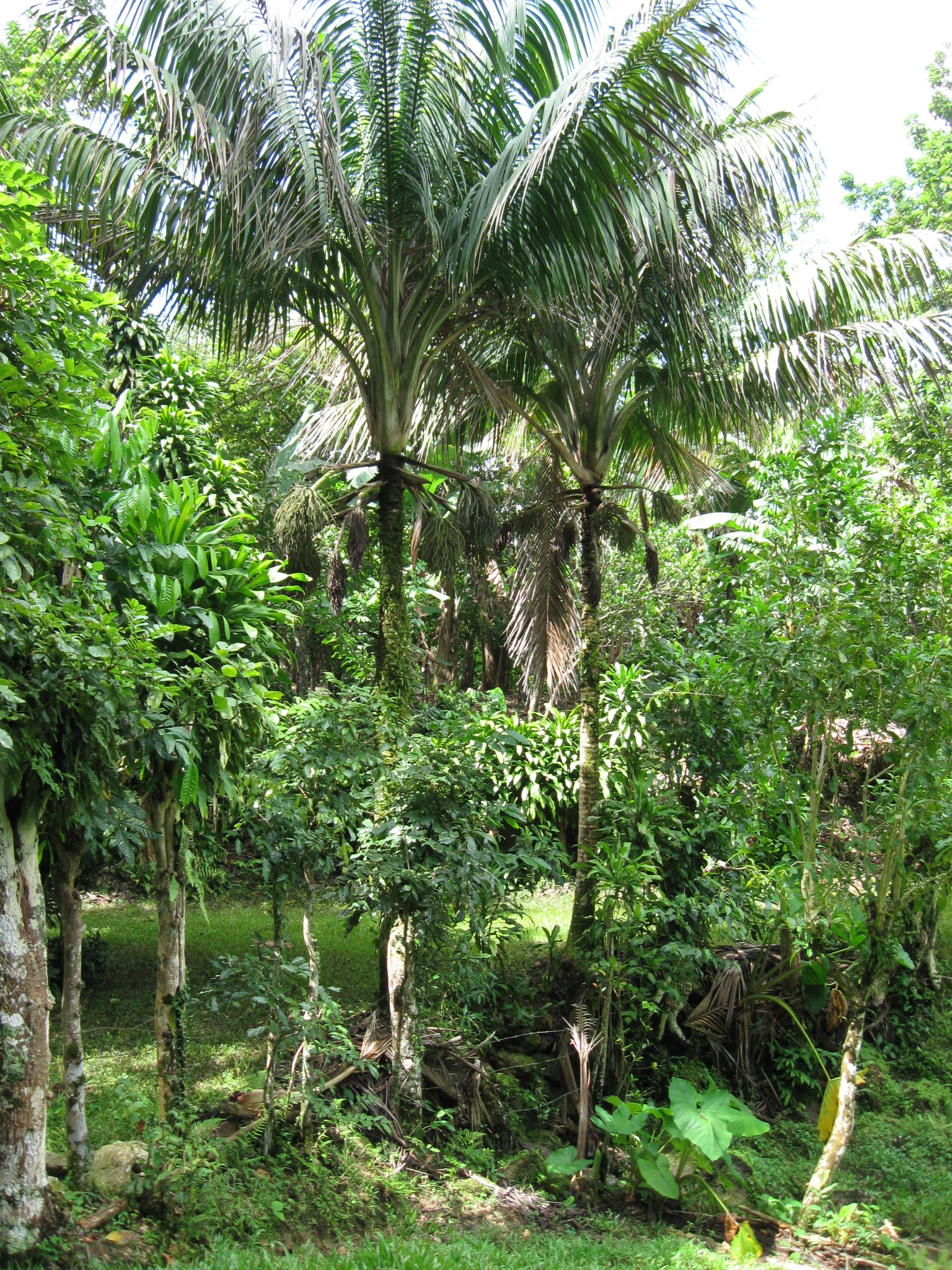
Palma Manaca, nativa de las Antillas Mayores, en San Sebastián.

Hacía varios siglos que los amerindios poblaban Boriquén a la llegada de los españoles. Venidos de América Central y de las márgenes del río Orinoco de Venezuela, se establecieron en las Antillas y Puerto Rico, la que habían poblado con varios miles de sus pares.[cita requerida]
La población taína fue paulatinamente diezmada por el trabajo forzado, el maltrato dado por algunos españoles y principalmente por las enfermedades traídas por éstos para las que los indígenas no tenían inmunidad por su aislamiento geográfico. El remanente de la indianidad se fue a refugiar a la altura, a las montañas, entre las Indieras de Adjuntas, Maricao y las cercanías de Mayagüez.[cita requerida]
Cuando Don Andrés Méndez Liciaga describe el modo de vida de los primeros pepinianos en la aldehuela de El Pepino nos dice que vivían al modo taíno: habitaban en bohíos, dormían en hamacas, cultivaban para alimentarse, vivían una vida sedentaria de poca actividad, su dieta era casi vegetariana, les gustaba las bebidas fuertes y espiritosas, eran aplicados al baile y lo tomaban suave. No hay duda que para subsistir en el trópico había que imitar a los expertos en supervivencia, y estos, indiscutiblemente, eran los taínos.[cita requerida]

### Etapa fundacional
Para 1691, San Sebastián era un barrio distante del Partido de Aguada dedicado a la crianza de diferentes tipos de ganados en fincas ganaderas conocidas por hatos. Estos hatos eran propiedad, mayormente, de residentes de Aguada. Las Vegas, según la tradición oral, fue un antiguo hato localizado en las orillas norteñas de un río en el barrio que se conoce hoy como Guatemala (Goatemala). Además, uno de lo hatos de la época, llamado Pepinito, estaba localizado en el promontorio de lo que hoy es el centro del municipio. Se conocía como pepino a una colina de baja altura que dejaba ver entre su verde follaje manchas blancas de piedra caliza. Una mirada hacia Hoyamala muestra los legendarios pepinos de la Formación de San Sebastián que aparecen en el escudo de armas de la población. Estos dos hatos le dieron el nombre original al nuevo partido: Las Vegas del Pepino.
Después de 1763, cartas del párroco local, Don José Feliciano González, pidiendo ayuda a las autoridades para reedificar el antiguo templo debido a la pobreza de los moradores del nuevo partido y el traslado del fundador y capitán poblador de Las Vegas del Pepino al partido de Aguada, don Cristóbal González de la Cruz, son un fuerte indicativo de que el proyecto agrícola de los primeros vecinos pobladores tuvo unos inicios de precariedad. Para la década de 1770 la pugna entre hateros y hacendados era real. En esos años se demolieron algunos hatos para darle paso al proyecto agrícola.

### Etapa de consolidación
Desde principios del siglo XIX, familias adineradas y hacendadas, acompañadas de sus esclavos y maquinaria, llegaron a El Pepino, huyendo de las revoluciones independentistas de Venezuela y la República Dominicana y acogiéndose a los beneficios de la Real Cédula de Gracias de 1815. Los beneficios de esta Cédula eran un premio a la fidelidad de estos españoles provenientes de las antiguas colonias. También, otros europeos y peninsulares aprovecharon estos incentivos económicos concedidos por la Corona para la inversión industrial en la provincia de ultramar de Puerto Rico. Llegaron atraídos por el nuevo proyecto industrial familias de trabajadores procedentes de otros lugares de la isla y peninsulares.
La cuantiosa inyección de capital español puso a El Pepino en el mapa de los pueblos más adelantados de Puerto Rico. Después de tomar el poder de la administración municipal, los inmigrantes se entregaron al financiamiento y desarrollo de la industria del café. Sus negocios hicieron prosperar económicamente al campesinado criollo como materialmente a El Pepino, reduciendo la pobreza. Fue para esta época que se redujo y se aplanó el tope del mogote Pepinito y se dispuso un centro poblacional con características urbanas modernas. Con posterioridad, una serie de factores mermaron las cosechas de los hacendados menores e intermedios, lo que dio ocasión para que los grandes hacendados, que financiaban las cosechas, obtuvieran por ejecución de hipotecas, grandes ganancias en terrenos y maquinaria.

### Etapa de decadencia
Hacia 1850, atraídos por el negocio cafetero llegaron nuevos inmigrantes a El Pepino, entre estos, criollos y muchos peninsulares que vinieron directamente de Cataluña y Vasconia, regiones donde existía un fuerte tejido industrial. Fueron estos últimos los que, luego de incrementar sus capitales desde su llegada, generaron el recelo de comerciantes y hacendados de origen extranjero en la zona, mayoritariamente familias de origen dominicano y venezolano con propiedades y haciendas, que vieron en los nuevos inmigrantes de origen peninsular una amenaza para sus negocios. Fue uno de los motivos por los que los nuevos vecinos del Pepino fueron amenazados por el Grito de Lares. Fue justamente en El Pepino donde la población, entre ellos los trabajadores y soldados puertorriqueños que eran mayoría, detuvieron a los conspiradores provenientes de Lares, de ahí que El Pepino se le haya denominado en ocasiones "la heroica" y "leal" ciudad.
Resulta interesante considerar que los residentes peninsulares en el municipio de El Pepino, para 1869, propiciaron el cambio de nombre a la municipalidad por San Sebastián. Entre las razones pidieran estar, la devoción de los vascos por el mártir San Sebastián y el intento de borrar el martirio de cinco revolucionarios en la plaza de El Pepino con motivo del Grito de Lares de 1868. A partir de 1870 se experimentó la decadencia de la industria del café en Puerto Rico, a causa de la inestabilidad política en España en ese período y la guerra en Cuba. 
San Sebastián Mártir, el patrón de los arqueros, ha sido el patrón de la población desde sus orígenes cuando los canarios, que colonizaron el territorio, levantaron el primer oratorio. Luego fue confirmado por iniciativa de los peninsulares con el cambio de nombre del pueblo en 1869. Sin embargo, los nativos de San Sebastián siguen llamándose pepinianos hasta el día de hoy.

### El Pepino estadounidense
Con la llegada de Estados Unidos a Puerto Rico, en el 1898, los integrantes de la clase dominante en El Pepino, experimentaron la venganza aterradora y el suplicio de las partidas sediciosas y finalmente se vieron sus capitales devaluados en un 40 %.

## Lugares históricos
Paseo 24 de Septiembre
Casa de Doña Visa (Museo Histórico de San Sebastián) — Frente a la plaza Central, abierto al público de 11:00 A. m. a 4:00 P. m. Posee objetos, mobiliario y cuadros de la época colonial. Murales cuentan la historia de la ciudad desde la época precolombina.
Ruinas de la Central Plata — Fue parcialmente demolida. El alcalde Javier dice no tener dinero para reconstruirla y convertirla en un museo.